# السلفة (الجوف)
السلفة هي إحدى قرى الجمهورية اليمنية. وهي تتبع جغرافيًا لمحافظة الجوف. وإداريًا لمديرية رجوزه. يبلغ تعداد سكانها 1293 نسمة حسب الإحصاء الذي جرى عام 2004.